# Parc national des Bannau Brycheiniog
Le parc national des Bannau Brycheiniog (Brecon Beacons National Park en anglais, Parc Cenedlaethol Bannau Brycheiniog en gallois) est un parc national britannique promu en 1957 qui couvre une surface de 1 347 km2 en intégrant des vallées, les lacs, forêts, plateaux et sommets des environs. Il constitue l’un des trois parcs nationaux du pays de Galles.

## Description
Le parc comporte quatre grands massifs : Black Mountain (en), Fforest Fawr (en), les Brecon Beacons au sens strict et les Black Mountains (en) à l'est. Le parc ne compte qu’une ville importante : Brecon.

Carte du parc.

La majeure partie du parc national est une lande herbeuse nue pâturée par des poneys de montagne gallois et des moutons de montagne gallois, avec des plantations forestières dispersées et des pâturages dans les vallées. Il est connu pour ses lacs éloignés, ses cascades, y compris la cascade Henrhyd de 27 m et les chutes d’Ystradfellte, et ses grottes, telles que Ogof Ffynnon Ddu. Les corbeaux communs, les faucons pèlerins, les faucons émerillons vivent dans le parc. Le milan royal peut également être repéré.

## Tourisme
Le parc est un site touristique important qui propose de nombreuses activités : randonnée, escalade, équitation, courses d'orientation, cyclisme, canoë, pêche, péniche le long du canal de Monmouth, le musée national de la mine et les anciennes fonderies à Blaenavon et le lac de Llangorse.
Une piste cyclable longue distance, le Taff Trail, passe au-dessus des Beacons sur son chemin de Brecon à Cardiff, et en 2005, la première promenade à couvrir toute la longueur du parc national de Brecon Beacons a été ouverte (160 km). 
Le Brecon Beacons Mountain Centre a été ouvert en 1966 pour aider les visiteurs à comprendre et à apprécier la région.
L’ensemble du parc national a obtenu le statut de réserve internationale de ciel étoilé en février 2013.
En 2023, le parc adopte officiellement le nom gallois de Bannau Brycheiniog, « pics du Brycheiniog », en remplacement de son ancien nom officiel anglais de Brecon Beacons. Ce changement reflète le fait que le parc ne s'étend pas uniquement sur le massif des Brecon Beacons. Il s'accompagne d'un changement de logo, la torche enflammée laissant place à un paysage de nuit étoilée avec une couronne stylisée.

## Villes et villages du parc
- Abercrave
- Abergavenny
- Ammanford
- Bethlehem
- Brecon
- Brynmawr
- Brynamman
- Crickhowell
- Cwmdu
- Ffairfach
- Felin-fach
- Garnant
- Glanamman
- Glynneath
- Hay on Wye
- Hirwaun
- Llandeilo
- Llandovery
- Llangadog
- Llangattock
- Llangynidr
- Llywel
- Merthyr Tydfil
- Myddfai
- Pontypool
- Sennybridge
- Talgarth
- Trecastle
- Tredegar
- Ystradfellte
- Ystradgynlais

## Councils du parc
- Brecon Town Council
- Cefn Coed: Crossroads for City, Country & Coast
- Clyro
- Glasbury Community Council
- Hay Town Council
- Llanfihangel Cwmdu with Bwlch & Cathedine Community Council
- Llangattock Community Council
- Llangors Community Council
- Llanthony
- Llywel Community Council
- Pontsticill Pontsarn & Vaynor
- Talybont-on-Usk Community Council
- Trallong Community Council
- Trecastle
- Ystradfellte Community Council

## Galerie

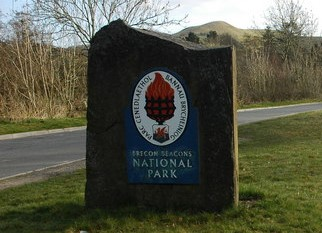
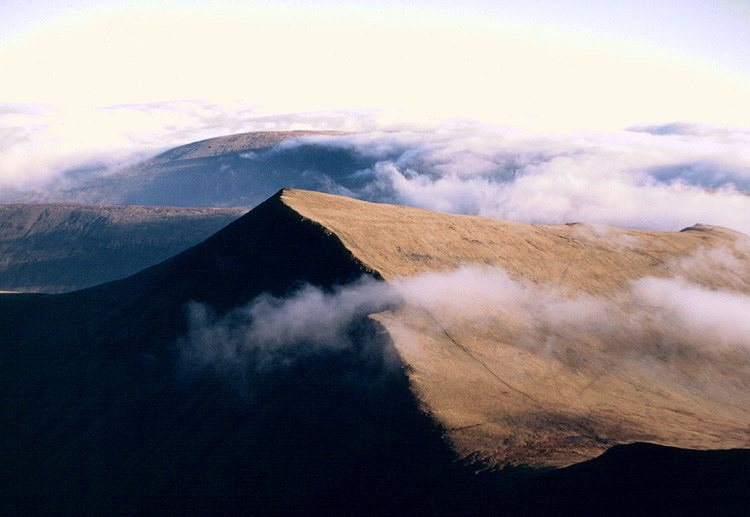
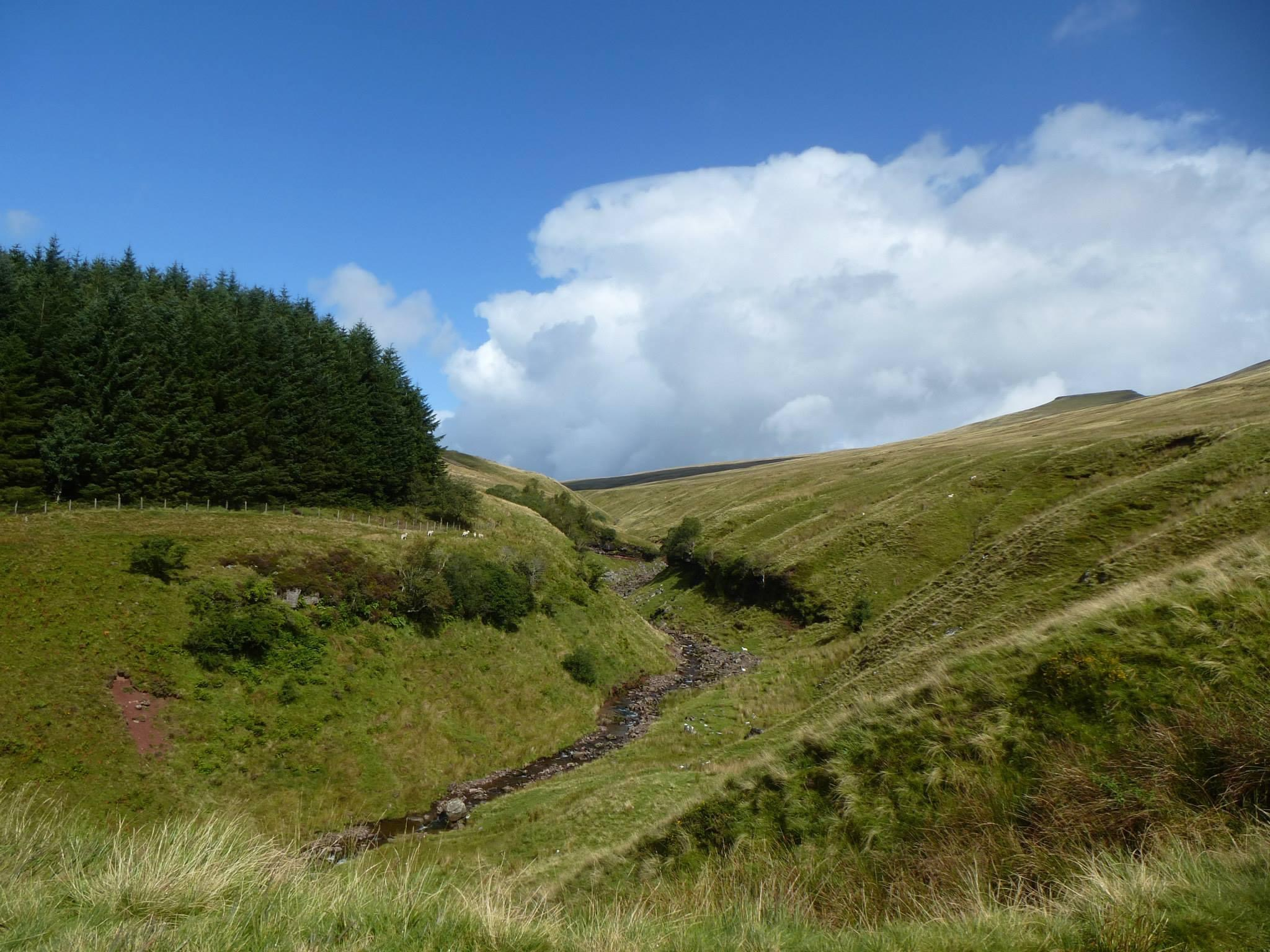
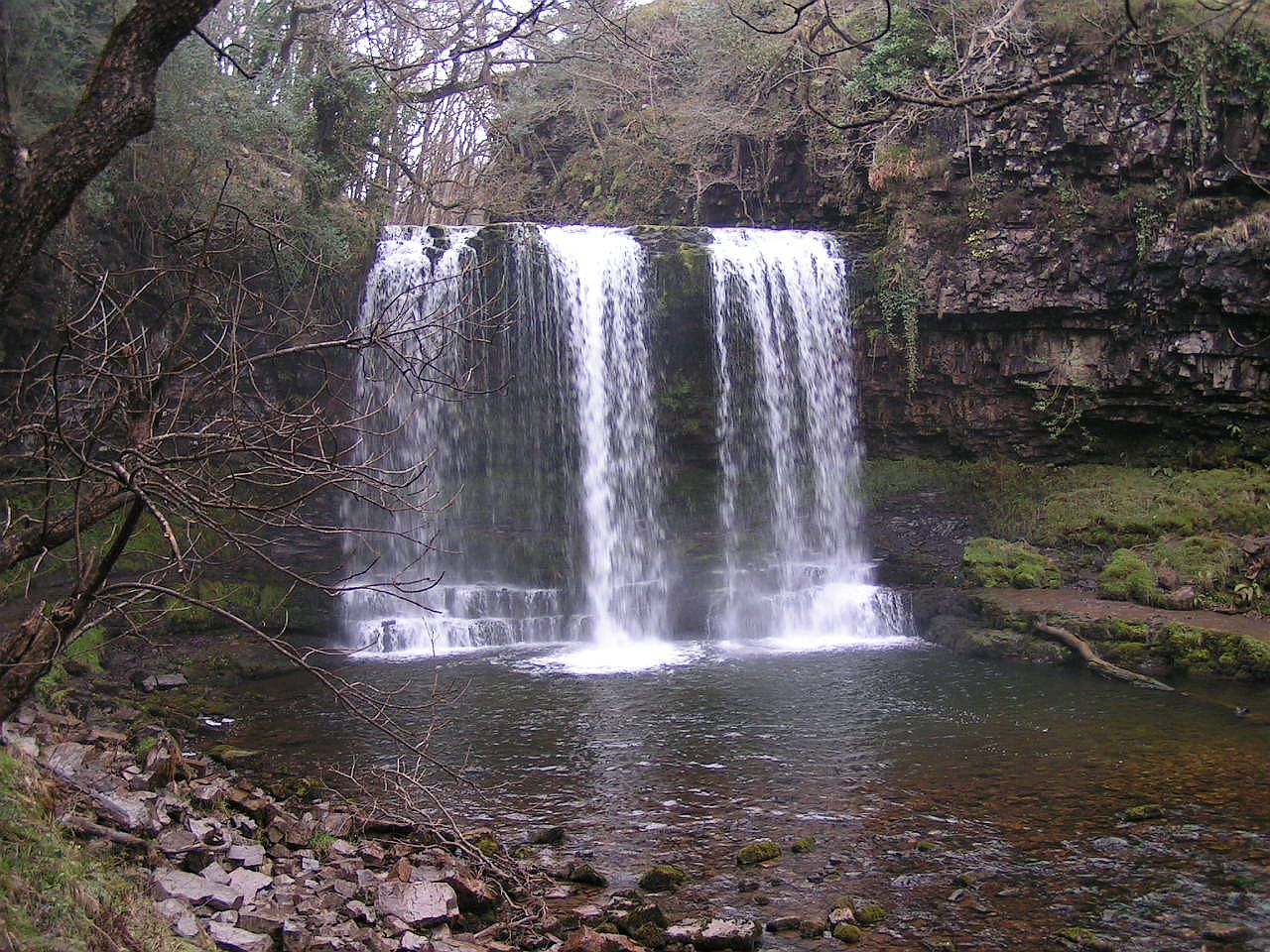
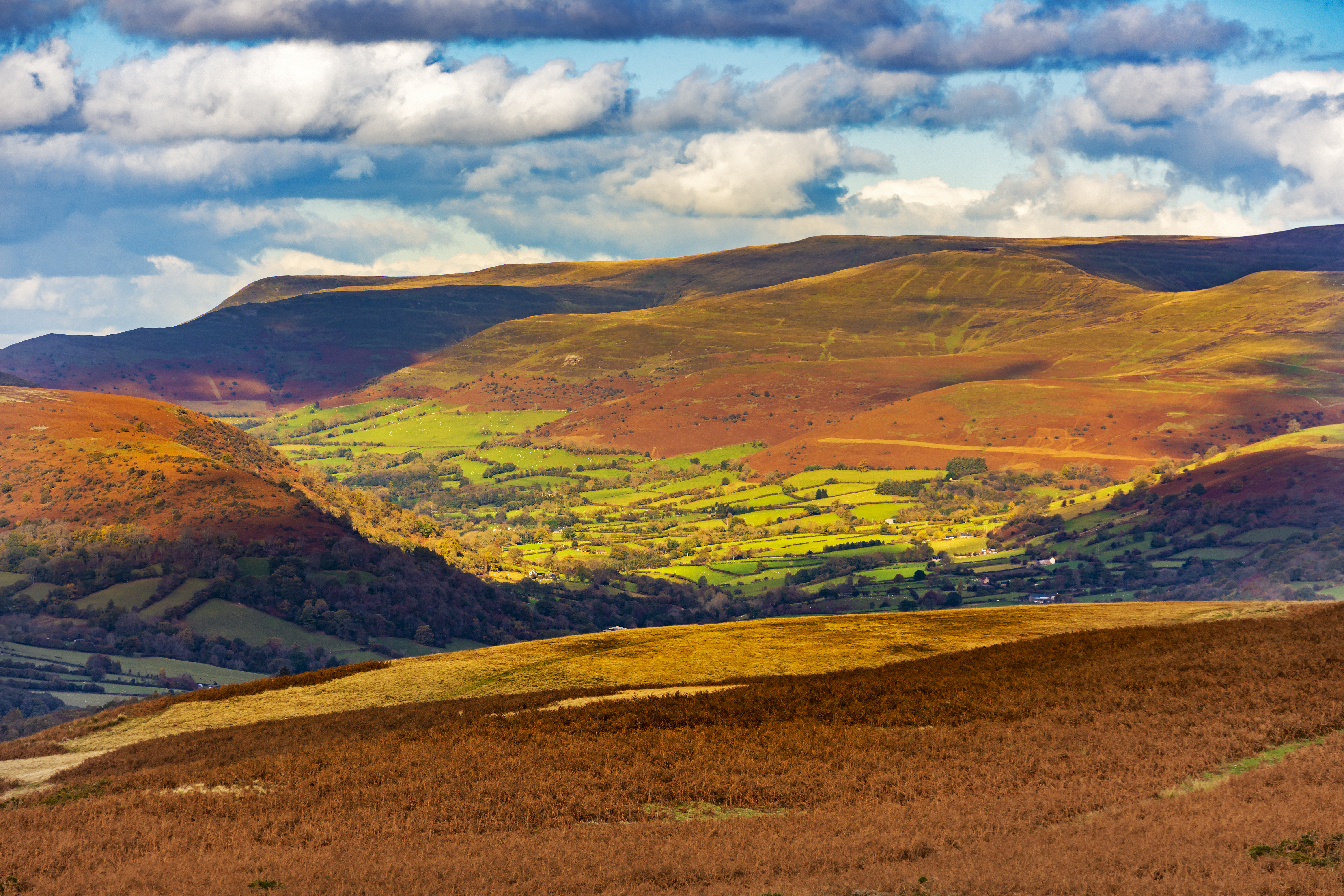
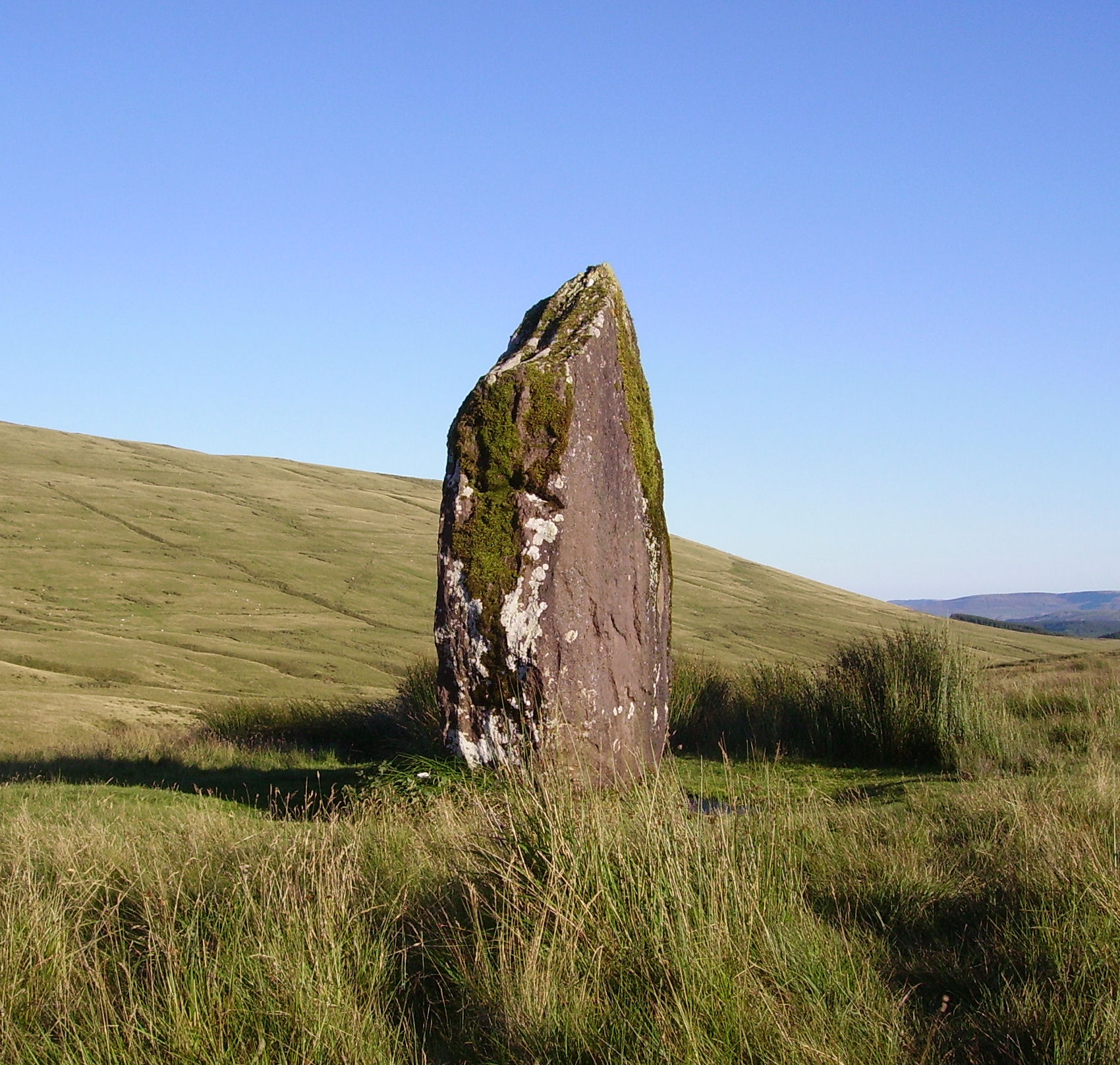